# Environnement au Vietnam
L'environnement au Vietnam est l'environnement (ensemble des éléments - biotiques ou abiotiques - qui entourent un individu ou une espèce et dont certains contribuent directement à subvenir à ses besoins) du pays Vietnam, pays d'Asie.
En 2015, le Vietnam est le 16e pays du monde en matière de biodiversité. L'environnement a été affecté par la guerre, par la déforestation. Avec 96  millions d'habitant (2019), l'activité humaine est forte, et le pays a également un tourisme développé. L'agriculture est développée, la riziculture et la production de café étant des activités économiques importantes. La pollution de l'air est problématique.

## La biodiversité du Vietnam

### Milieux

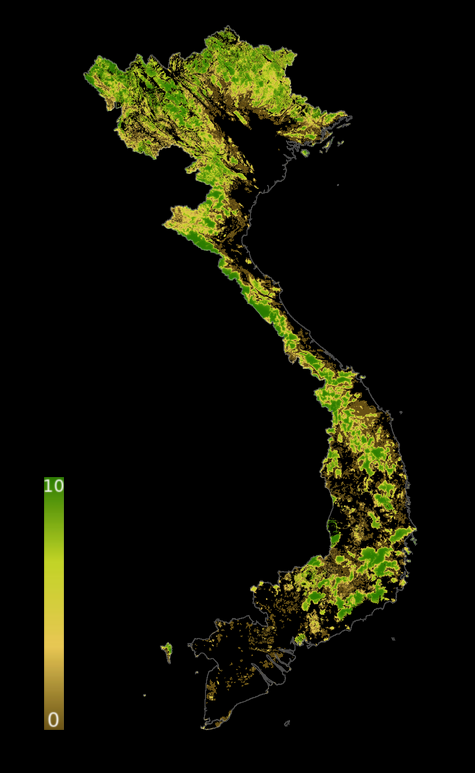
En 2019, le Vietnam avait un score moyen de l'indice d'intégrité du paysage forestier de 5,35, le classant sur 172 pays.

Les zones de montagne et de hauts plateaux occupent les deux tiers du territoire vietnamien.
Le climat vietnamien est de type tropical au sud et subtropical au nord, avec des moussons ; l'humidité peut atteindre 84 %. Il existe deux saisons : la saison sèche (de novembre à avril) et la saison humide (de mai à octobre). En raison des différences de latitude et du relief varié, le climat diffère considérablement selon les régions.
Le sol est occupé à 30 % par la forêt[réf. nécessaire]. En 2005, 12 931 000 hectares (l'équivalent de 39,7 % du territoire) était couvert de forêts, mais seulement 85 000 hectares (0,7 %) étaient des forêts primaires, les plus riches en biodiversité.

### Faune et flore
En 2015, le Viêt Nam est le 16e pays du monde en matière de biodiversité. Il compte 21 000 espèces végétales, 16 000 espèces animales, concentrées dans les régions à haute biodiversité que sont la cordillère de Hoàng Liên Son, le Tây Nguyên (hauts plateaux du Centre) et le Nam Bô oriental.
Toutefois, comme de nombreux pays, cette richesse s’érode rapidement. Environ 300 espèces animales et 350 espèces végétales y sont menacées d’extinction. La pression démographique, l’urbanisation, la destruction des milieux naturels et l’exploitation excessive des ressources naturelles — pour ne citer que quelques facteurs — menacent d’extinction 28 % des mammifères, 10 % des oiseaux et 21 % des amphibiens.
Le Vietnam abrite les deux dernières tortues à carapace molle du Yangzi Jiang, L’espèce est au bord de l'extinction.

#### Espèces invasives et maladies
En 2022, le ministère de la Santé du Viêt Nam a rapporté un total de 361 813 cas de dengue, dont 133 décès. Cette maladie est transmise par un moustique diurne, principalement Aedes aegypti.

### Espaces protégés
| \| Hoàng Liên Ba Bể Bái Tử Long Xuân Sơn Tam Đảo Ba Vì Cát Bà Cúc Phương Xuân Thủy Bến En Pù Mát Vũ Quang Phong Nha-Kẻ Bàng Bạch Mã Phước Bình Núi Chúa Chư Mom Ray Kon Ka Kinh Yok Đôn Chư Yang Sin Bidoup Núi Bà Cát Tiên Bù Gia Mập Côn Đảo Lò Gò Xa Mát Tràm Chim U Minh Thượng Mũi Cà Mau U Minh Hạ Phú Quốc \| Plan avec la localisation des Parcs nationaux du Viêt Nam |
| Hoàng Liên Ba Bể Bái Tử Long Xuân Sơn Tam Đảo Ba Vì Cát Bà Cúc Phương Xuân Thủy Bến En Pù Mát Vũ Quang Phong Nha-Kẻ Bàng Bạch Mã Phước Bình Núi Chúa Chư Mom Ray Kon Ka Kinh Yok Đôn Chư Yang Sin Bidoup Núi Bà Cát Tiên Bù Gia Mập Côn Đảo Lò Gò Xa Mát Tràm Chim U Minh Thượng Mũi Cà Mau U Minh Hạ Phú Quốc                                                                 |

Il existe 27 parcs nationaux.
Le Parc national de Xuan Thuy est, depuis 1988, le premier site de l'Asie du Sud-Est à avoir été classé en tant que site Ramsar.

## Impacts sur les milieux naturels

### Activités humaines

#### Histoire et impact de la guerre
L'intervention américaine durant la Guerre du Viêt Nam a ravagé les infrastructures et l'environnement du Viêt Nam.
Les effets sur l'environnement des agents chimiques, tels que l'agent orange, un défoliant très utilisé par les États-Unis, ainsi que les problèmes sociaux colossaux causés par la dévastation du pays après ont réduit la durée de vie de beaucoup de survivants. La contamination d'une partie des sols entraîne aujourd'hui encore de graves problèmes de santé (malformations à la naissance, hypertrophie, rachitisme, cancer des poumons et de la prostate, maladies de la peau, du cerveau et des systèmes nerveux, respiratoire et circulatoire, cécité, diverses anomalies à la naissance) en particulier dans les campagnes. La pèche est interdite dans plusieurs régions du fait de la contamination des eaux.
L'utilisation d'une telle quantité d'herbicide a eu un impact important sur les milieux naturels. Dans Le Courrier de l'Unesco, datant du mois de mai 2000, l'organisation liée à l'ONU estime que le cinquième des forêts sud-vietnamiennes a été détruit par les herbicides américains.

#### Agriculture

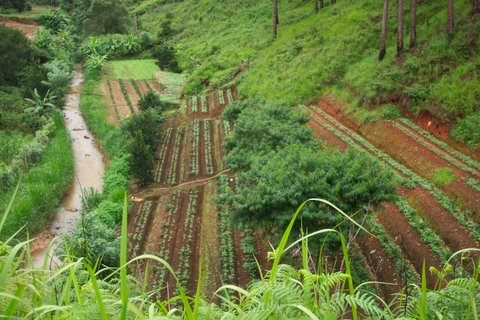
Plantation de café au Viêt Nam. Le Viêt Nam est le deuxième plus grand producteur de café.

La terre, plutôt fertile, a permis le développement de l'agriculture. Le pays est profondément rural. Il produit des denrées alimentaires mais aussi de l'hévéa pour le caoutchouc. Le Viêt Nam est le deuxième plus grand producteur de café
Dans les années 2010, les cas mortels d'encéphalite aigüe sur les enfants se sont amplifiés en Inde, au Bangladesh au Vietnam et en Thaïlande. Au Bangladesh, le lien à un cocktail chimique de pesticide est mis en évidence en 2017.
Le Vietnam interdit les herbicides contenant du glyphosate en avril 2019.

##### Riziculture
La  riziculture  est économiquement très importante. Pour nourrir une population de plus en plus nombreuse, les cultures vivrières s'étendent aux collines grâce aux terrasses. Il existe une culture intensive du riz.

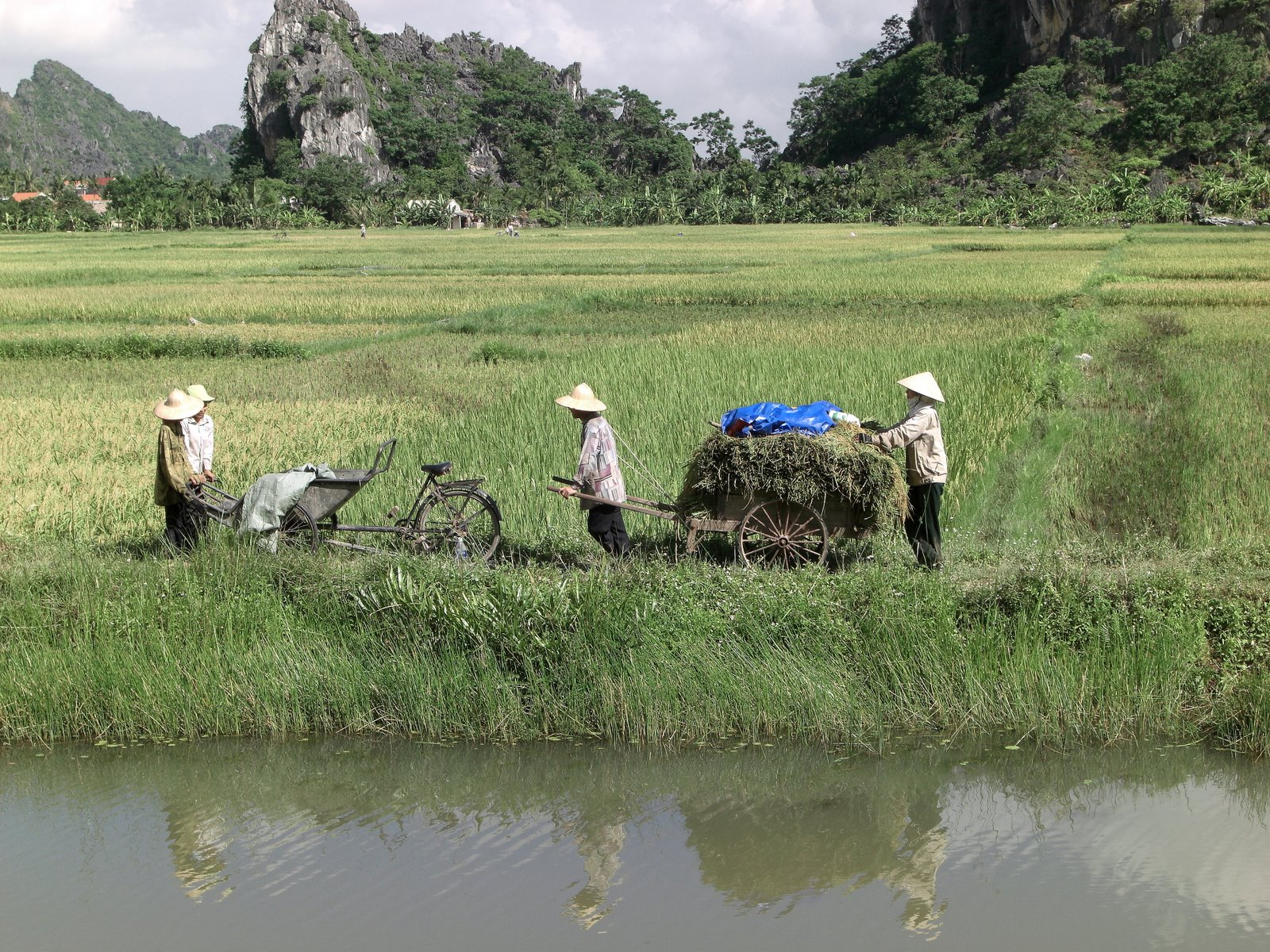
Rizières dans la région de Ninh Bình.

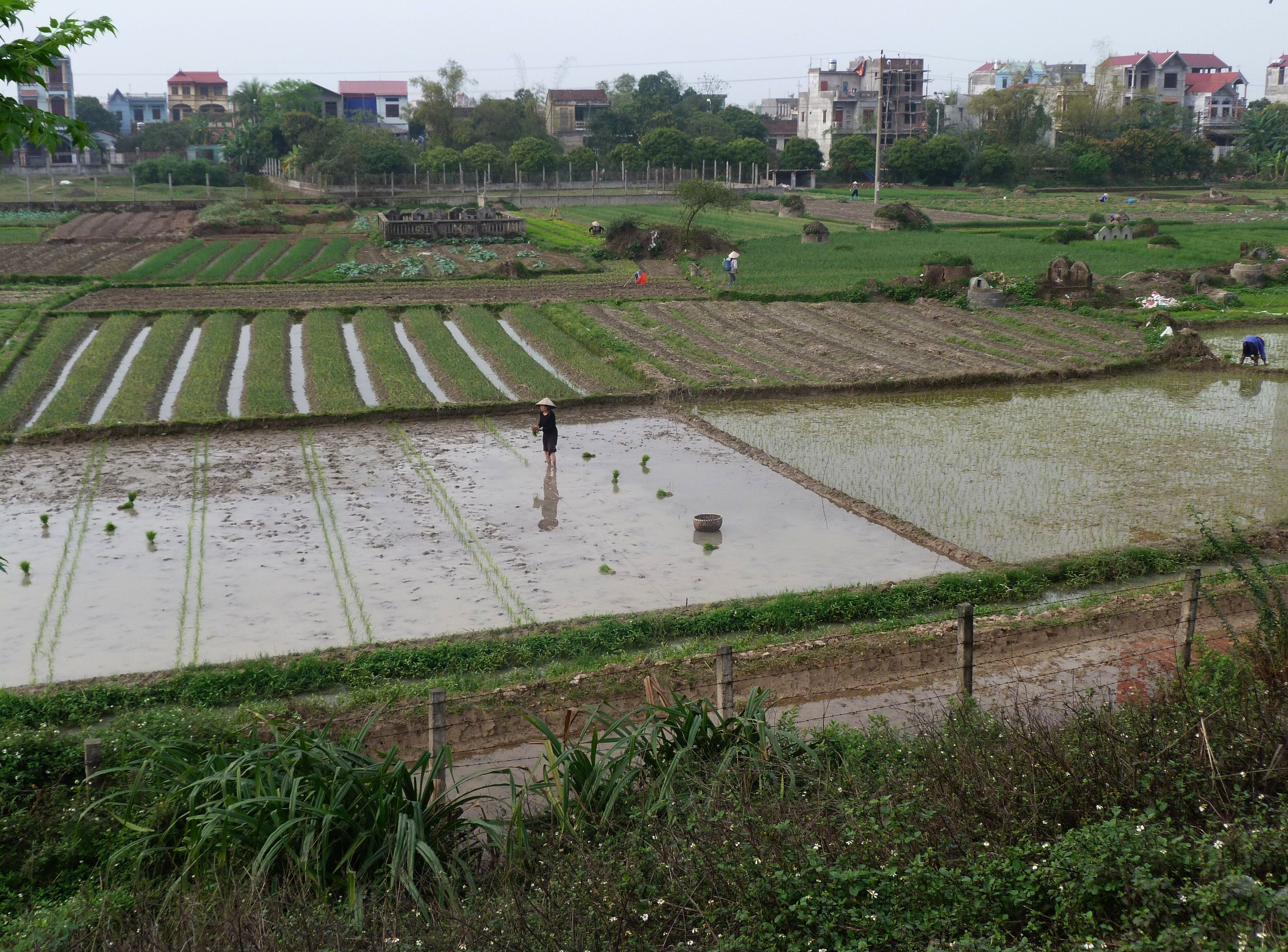
Rizière au nord de Hanoï.
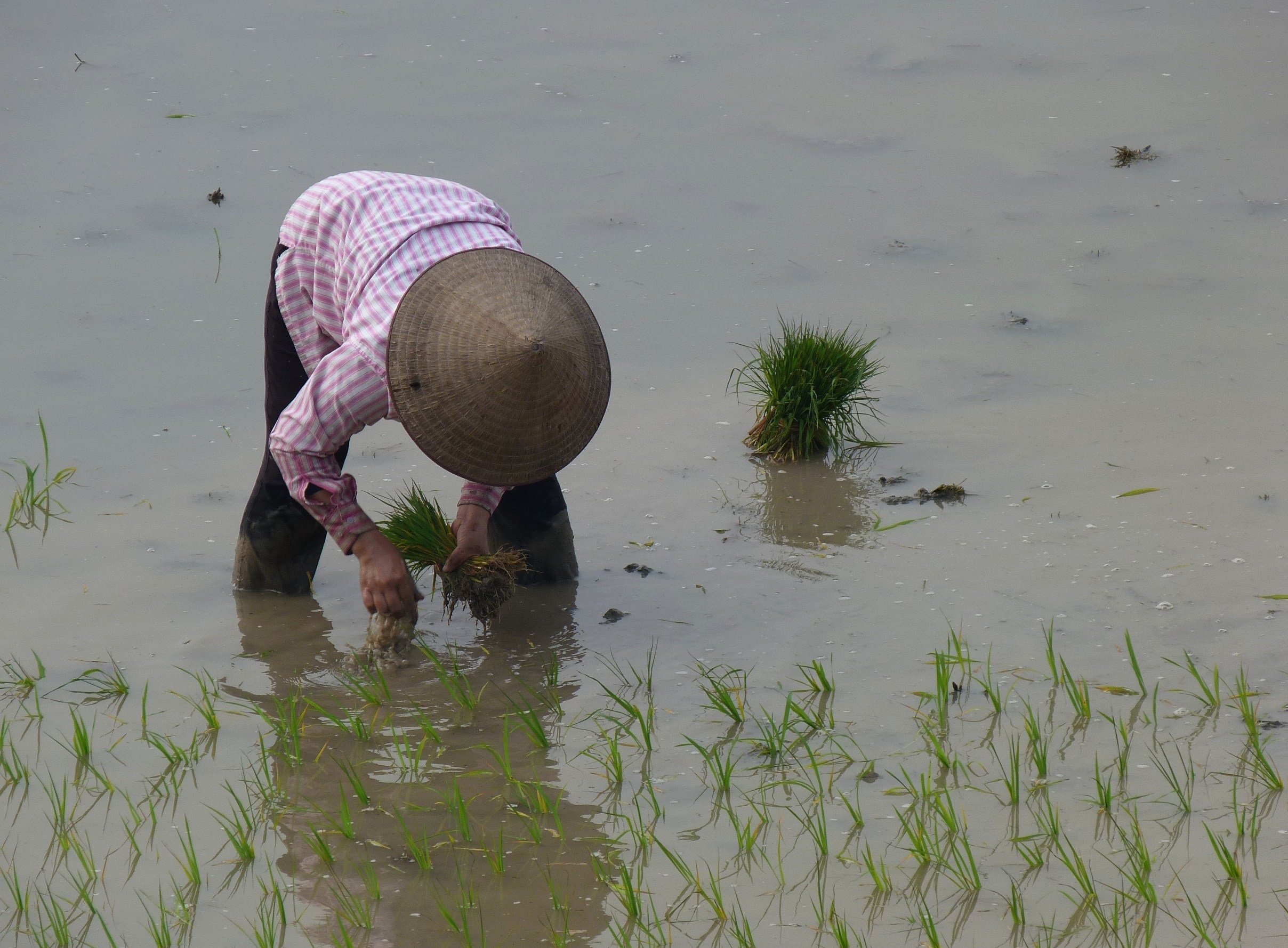
Repiquage du riz au nord de Hanoï.
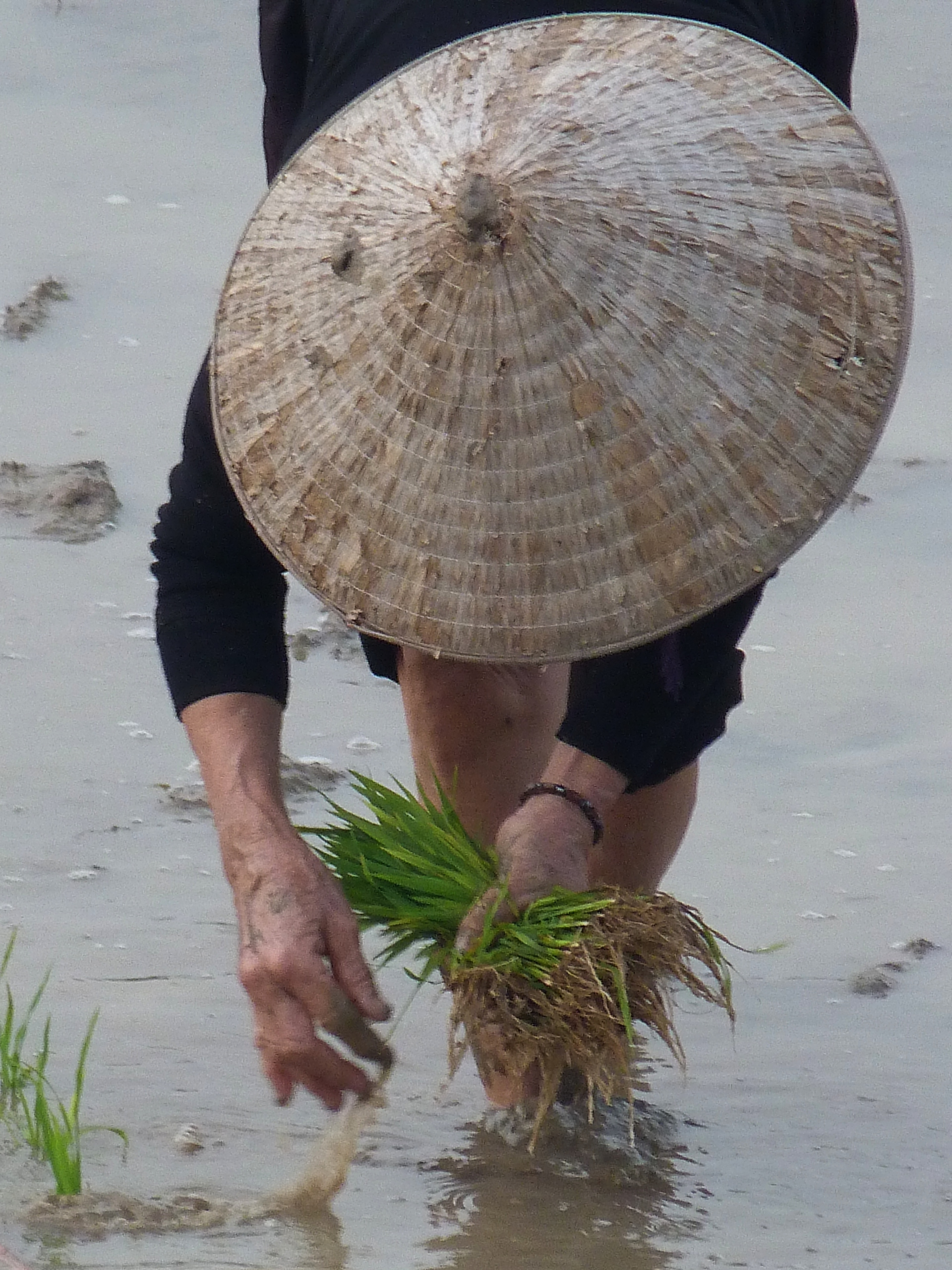
Repiquage du riz au nord de Hanoï.
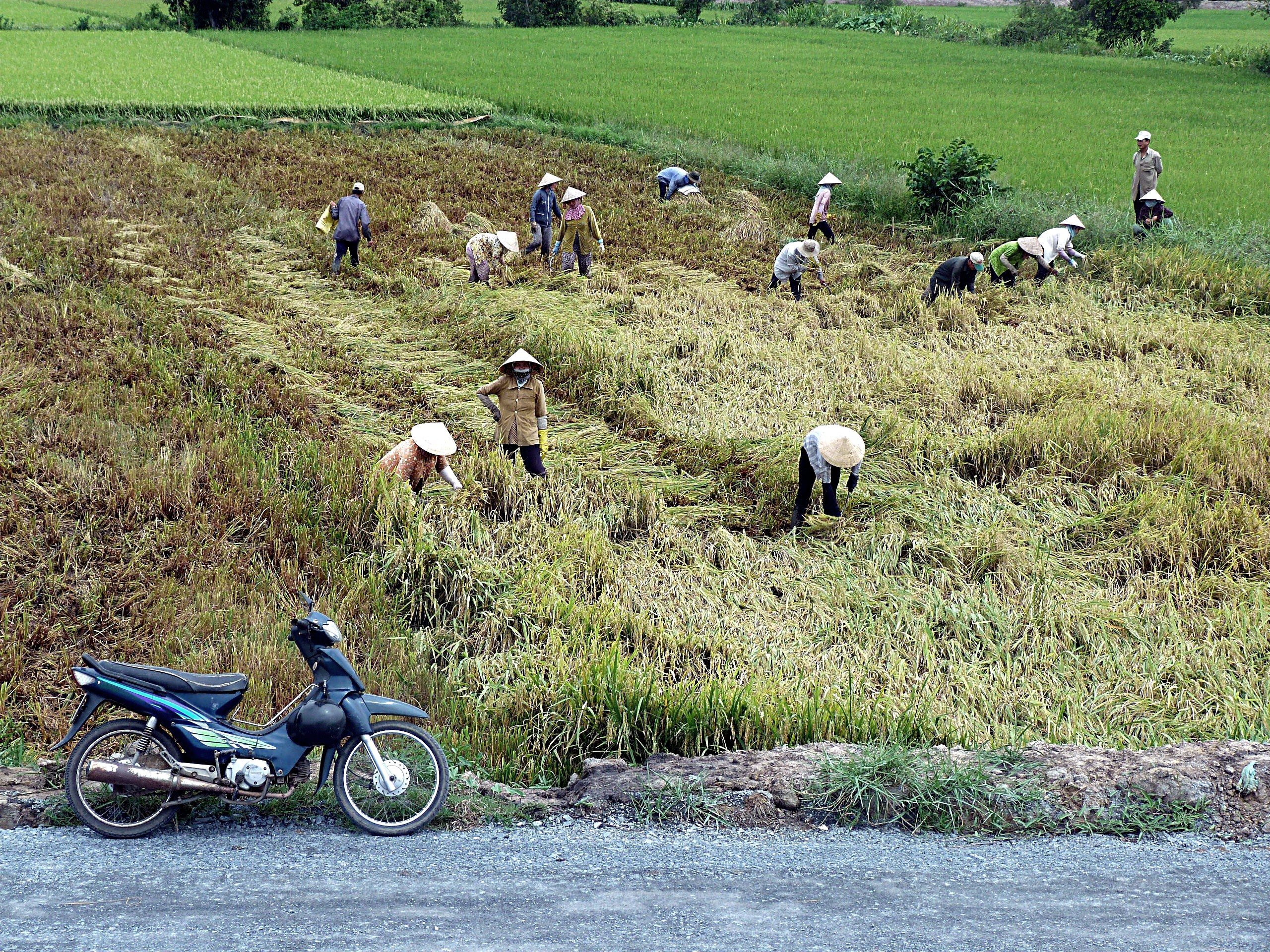
Fauchage du riz dans la région de My Tho.
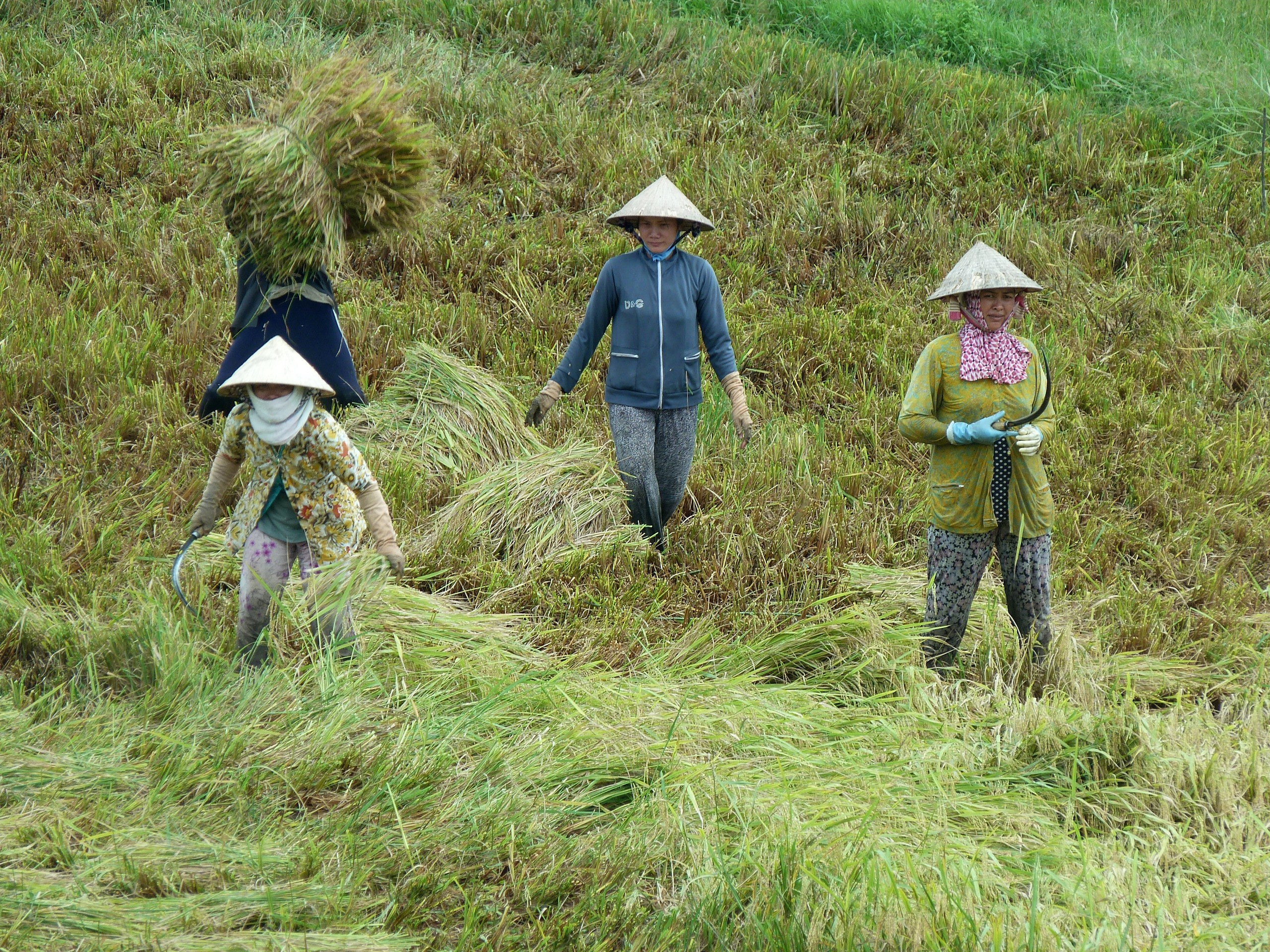
Fauchage du riz dans la région de My Tho.

#### Déforestation et commerce illégal de bois
D'après un rapport de la FAO en 2005, le Viêt Nam présente le deuxième pire taux de déforestation au monde avec 54,5 % juste derrière le Nigéria. Cependant, en prenant en compte la totalité de la couverture forestière, le Viet Nam a entamé une transition, et sa forêt est de nouveau en croissance après des décennies de diminution.
Le pays, pointé du doigt pour les trafics illégaux de bois de contrebande, a par ailleurs accentué la déforestation du Laos. À la suite d'une politique de lutte contre la déforestation illégale du Laos, c'est désormais le Cambodge qui est touché. De décembre 2016 à février 2017, environ 300 000 m3 de bois illégal auraient ainsi transité du Cambodge jusqu’au Vietnam.
En 2022, le Viêt Nam fait partie des 50 États en bonne voie pour mettre fin à la déforestation sur leur territoire d’ici à la fin de la décennie (soit d'ici 2030).

#### Chasse, pêche et braconnage

##### Braconnage
D'après une étude publiée en 2016, c'est en Asie que le trafic de viande et peaux menace le plus d'espèces animales. Souvent, il s’agit d’espèces endémiques qui risquent donc d’être rayées de la surface du globe, en particulier au Viêt Nam. Les pangolins, utilisés comme aliment ou pour la médecine traditionnelle en Chine et au Vietnam, sont particulièrement menacés en Indonésie et ailleurs. Il existe également des réseaux de trafiquants autour du braconnage d'éléphants. Ils sont souvent installés au Vietnam, où l’ivoire est d’abord travaillé avant d’alimenter le reste des marchés asiatiques, et surtout chinois.

##### Pêche et élevage

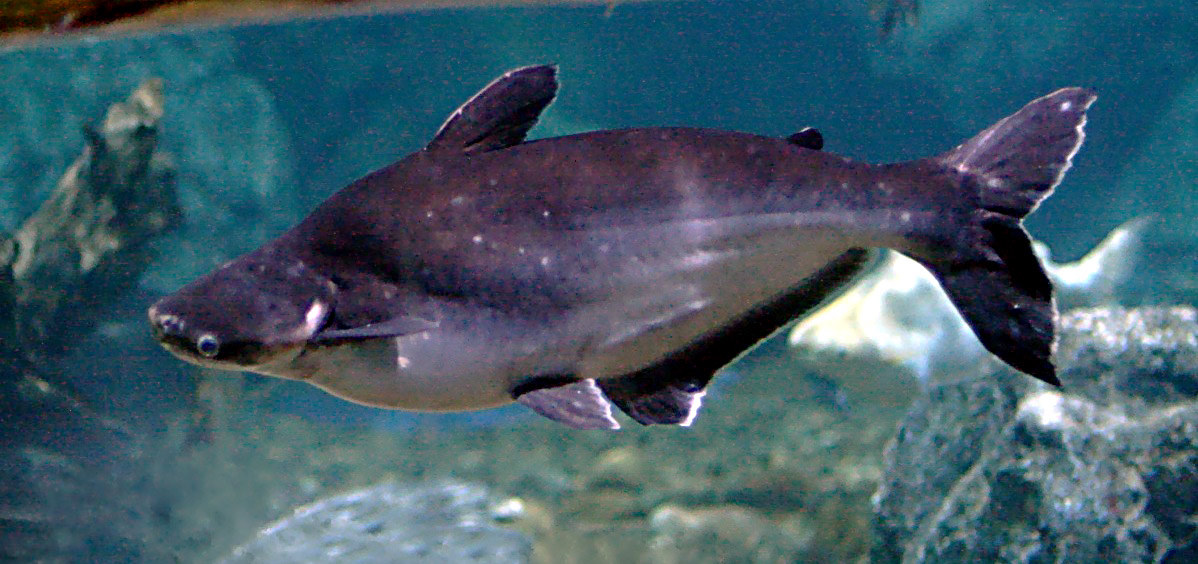
Le panga est un poisson dont l'élevage a un impact environnemental important.

Le panga (poisson d'élevage du delta du Mékong) est cultivé de manière intensive, puis transformé avec des additifs (polyphosphates). La concentration de poisson conduit d'une part au développement d'algues vertes et à l'utilisation de pesticides, d'autre part au développement de bactéries et maladies, nécessitant l'utilisation industrielle de médicaments.
Des dizaines de milliers de crocodiles sont élevés et tués pour produire des articles de luxe, tels que des  sacs ou des portefeuilles, pour Louis Vuitton et d'autres marques. Les conditions de mises à mort des animaux sont particulièrement brutales : « les travailleurs électrocutaient des crocodiles puis tentaient de les tuer en leur incisant la nuque, puis en leur enfonçant une tige en métal le long de leur colonne vertébrale. Les animaux tremblaient fortement lorsque cela se produisait. On peut voir la patte d'un des crocodiles se soulever après qu'il a été incisé. Puis les travailleurs l'ont laissé se vider de son sang. »
Dans les années 1990, la demande pour la bile d'ours, considérée comme un « remède miracle » traditionnel est devenue telle qu’on s’est mis à élever des ours dans des usines à bile. À la fin des années 2010 / au début des années 2020, les exploitations ursicoles ferment petit à petit.

#### Services et tourisme

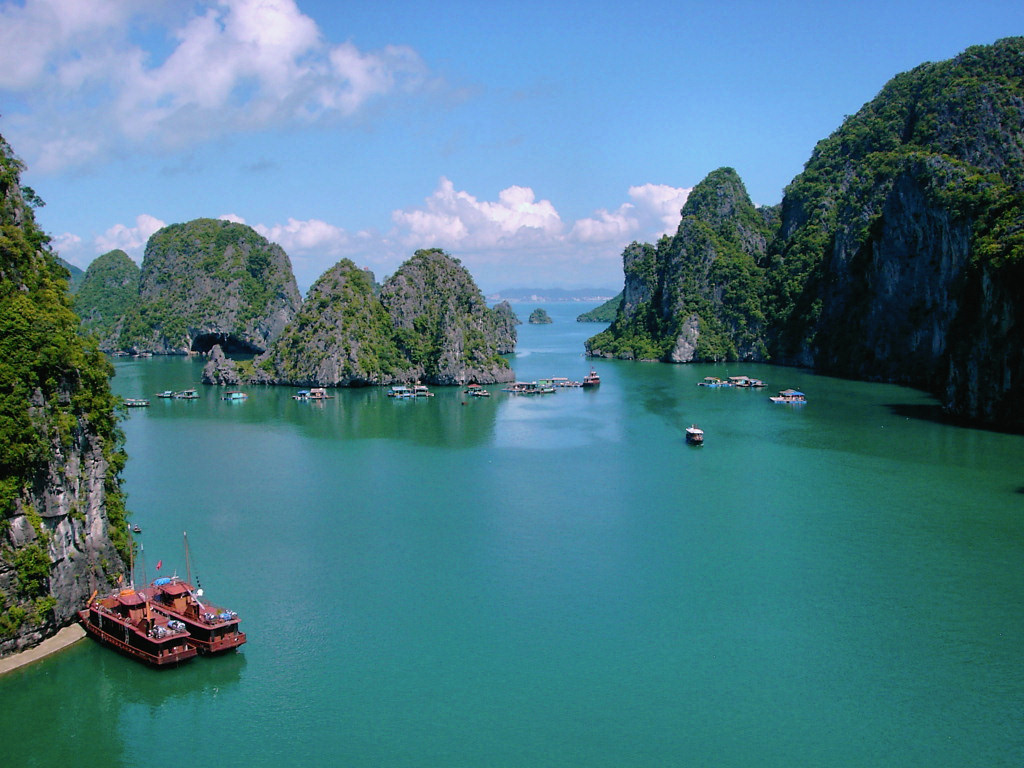
Baie d'Along.

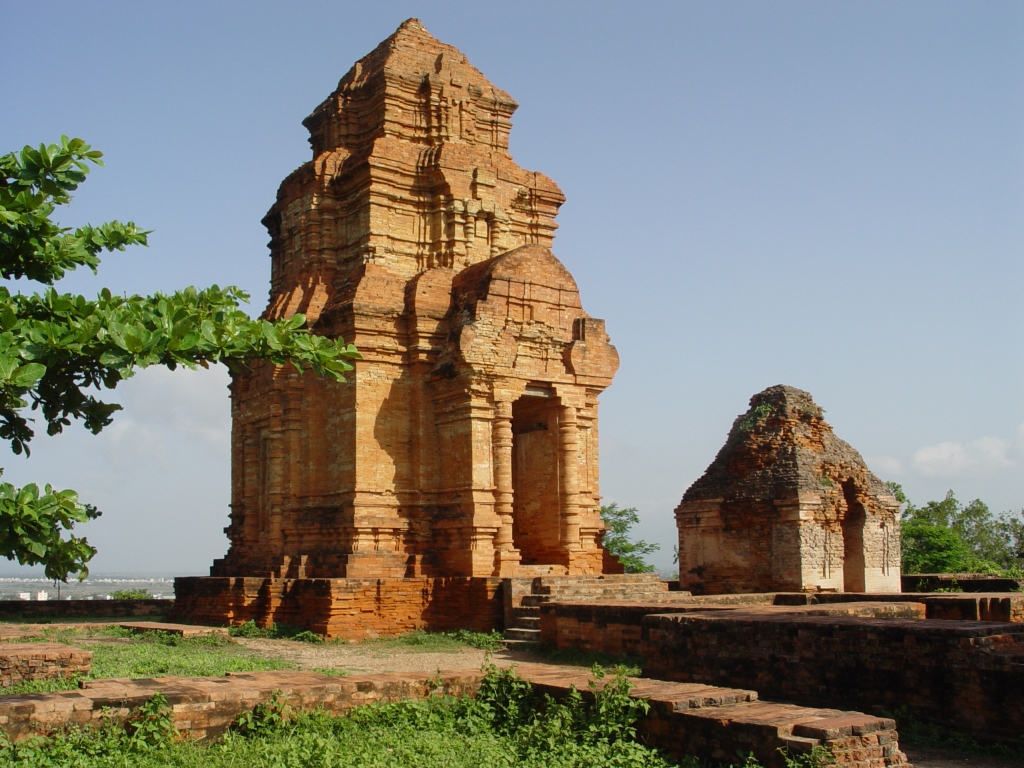
Architecture Cham dans le centre du pays.

Le tourisme est également développé. En 2019, le Viêt Nam a accueilli 18 millions de touristes, en hausse de 16,2 % par rapport à l'année précédente. Les premiers pays d'origine des touristes sont la Chine et la Corée du Sud, mais le pays attire également américains, russes, européens...
Deux sites naturels remarquables sont classés au patrimoine mondial de l'Unesco :
- la baie d'Along, appelée Vịnh Hạ Long,
- le parc national de Phong Nha-Ke Bang, appelé Vườn quốc gia Phong Nha-Kẻ Bàng .

Le reste du Viêt Nam présente aussi des paysages magnifiques. Les sites parmi les plus visités sont :
- le delta du Mékong, appelé Đồng bằng sông Cửu Long
- la baie de Nha Trang (Îles de la Lune) ;
- les fonds marins et récifs coralliens de Da Nang.

#### Transports

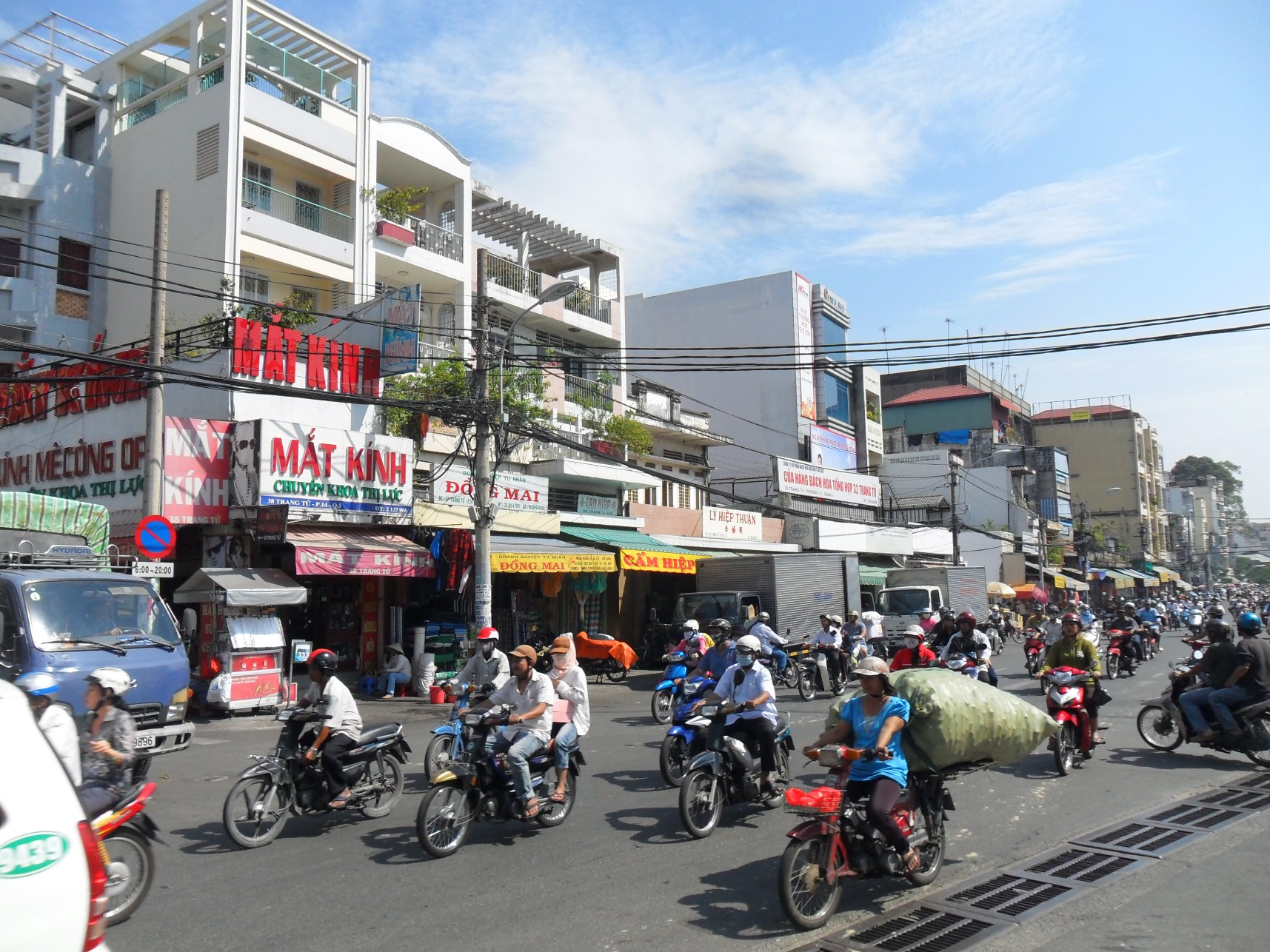
Hô-Chi-Minh-Ville.

Les Vietnamiens utilisent comme principal moyen de locomotion les cyclomoteurs vis-à-vis des voitures. Les grandes villes mais aussi les campagnes en sont remplies. Les cyclomoteurs permettent aux habitants de se déplacer mais aussi de transporter tous types de marchandise comme des animaux.
Le pays est également équipé de liaisons ferroviaires et aériennes, ainsi que par bus. Dans certaines régions comme celle du delta du Mékong, le transport privilégié est le bateau.

### Pression sur les ressources non renouvelables
Les ressources du pays sont : Phosphates, houille, manganèse, bauxite, chromate, pétrole, gaz, forêts, énergie hydraulique.

### Pollutions
Les pollutions industrielles, agricoles (engrais, pesticides) et urbaines (augmentation du trafic, essence plombée…) ont fortement augmenté à la fin du XXe siècle et au début du XXIe siècle.

#### Les émissions de gaz à effet de serre (GES)
En tant que partie à la Convention-cadre des Nations Unies sur les changements climatiques (CCNUCC), le Vietnam a fait cinq recensements nationaux des émissions de gaz à effet de serre (GES) pour les années 2000, 2010, 2013, 2014 et 2016, selon le Département du changement climatique relevant du ministère des Ressources naturelles et de l'Environnement.
Selon les résultats de ces recensements, 316,7 millions de tonnes d’équivalent CO2 ont été recensées en 2016, contre 278,7 millions de tonnes en 2014, 259 millions de tonnes en 2013 et 264,2 millions de tonnes en 2010.

#### La pollution de l'air
Les principales causes de pollution de l'air dans le pays découlent des activités humaines liées au transport, à la construction, à la production industrielle et au faible taux d'arbre dans les zones urbaines.
En 2016, l'Organisation mondiale de la Santé estimait que la pollution de l'air avait causé 60 000 décès sur l'année au Vietnam. En 2019, la concentration en particules fines (PM2.5) dans le pays était trois fois supérieure aux recommandations d'exposition de l'OMS.

#### La pollution de l'eau
En 2016, la découverte sur la côte de Hué de milliers de poissons morts, en raison des rejets de l’aciérie Formosa, entraine une vague de manifestations dans tout le pays. Le gouvernement, qui avait accordé des clauses très avantageuses à l’entreprise taïwanaise, s'engage à punir avec sévérité les coupables de ce désastre environnemental

#### La gestion des déchets
Après la décision de la Chine de cesser d’être la « poubelle du monde » en important les déchets plastiques des pays occidentaux, les importations de déchets plastiques au Vietnam ont doublé en 2018.

### Impacts des aménagements et de l'urbanisation

#### Urbanisation

##### Répartition de la population
Les 96 millions de Vietnamiens sont répartis de façon inégale sur le territoire. La densité de population est en effet plus élevée à l’est, sur les littoraux, que dans l’ouest. C’est la région du delta du Fleuve Rouge qui accueille le plus de population avec 22,5 millions de personnes, soit 23,4 % de la population totale. À l’inverse, on ne recense que 5,8 millions de Vietnamiens dans les montagnes centrales, soit 6,1 % de la population totale. La densité moyenne du Viêt Nam est de 290 habitants par km2, ce qui en fait le troisième pays le plus densément peuplé d’Asie du Sud-Est, derrière les Philippines et Singapour.

##### Villes et populations urbaines
| Rang | Ville             | Population dans les limites de la commune | Densité par km2 | Province          |
| ---- | ----------------- | ----------------------------------------- | --------------- | ----------------- |
| 1    | Hô Chi Minh-Ville | 3 525 282                                 | 2 061,2         | Hô Chi Minh-Ville |
| 2    | Hanoï             | 1 472 717                                 | 2 398           | Hanoï             |
| 3    | Haïphong          | 620 936                                   | 1 523,9         | Haïphong          |
| 4    | Da Nang           | 485 147                                   | 1 256           | Đà Nẵng           |
| 5    | Biên Hòa          | 428 030                                   | 264,1           | Đồng Nai          |
| 6    | Hué               | 297 707                                   | 70,7            | Thừa Thiên-Huế    |
| 7    | Nha Trang         | 292 810                                   | 251             | Khánh Hòa         |
| 8    | Cần Thơ           | 265 753                                   | 1 390           | Cần Thơ           |
| 9    | Rạch Giá          | 244 055                                   | 104             | Kiên Giang        |
| 10   | Vũng Tàu          | 222 839                                   | 140             | Bà Rịa-Vũng Tàu   |

#### Barrages
Le Mékong a été aménagé avec de nombreux barrages faisant obstacle à la libre circulation des poissons et bloquant les limons, éléments nécessaires à l'agriculture du delta. Hô Chi Minh-Ville est menacée par l’insuffisance du courant et la pollution.

## L'exposition aux risques
Selon l’organisation non gouvernementale Germanwatch, le Vietnam est en cinquième position sur la liste des pays les plus vulnérables aux changements climatiques,. Il est également soumis à différents risques naturels : séismes, inondations, tsunamis ; une partie risquant d'être accentués par les effets du dérèglement climatique.
Les inondations sont le premier risque majeur qui touche le Vietnam car ce pays est implanté sur une forte zone à risque.
En 2023, la région du nord du Vietnam a connu une vague de chaleur extrême. Les températures enregistrées ont atteint par certains endroits les 43,4 °C, un record pour un mois de mai. De l’Inde aux Philippines, le phénomène climatique El Niño risque de limiter les pluies de mousson, aggravant les conséquences des chaleurs extrêmes déjà enregistrées dans le sud de l’Asie.

## Politique environnementale au Viêt Nam

### Politiques nationales et locales
Le Vietnam vise la neutralité carbone en 2050.

### Actions individuelles et associatives
- Grâce à l'action de la militante écologiste Ngụy Thị Khanh, le Viêt Nam réduit ses émissions de dioxyde de carbone de 115 millions de tonnes chaque année.

Elle obtient le prix Goldman pour l'environnement le 23 avril 2018.

### Évaluation environnementale globale
En 2015, l'organisation Global Footprint Network (GFN) indique que le Viêt Nam a un léger déficit en biocapacité. Les réserves agricole et en bois sont quasi nulles, et le bilan carbone est négatif avec une empreinte carbone plus de trois fois supérieur à la capacité forestière d’absorption.
Le jour du dépassement (date de l’année, calculée par l'ONG américaine Global Footprint Network, à partir de laquelle l’humanité est supposée avoir consommé l’ensemble des ressources que la planète est capable de régénérer en un an) du pays est le 8 octobre.